# ナムチャバルワ
ナムチャバルワ（Namcha Barwa /  Namchabarwa）は、中華人民共和国のヒマラヤ山脈に属する山である。インダス川からブラマプトラ川に至る、伝統的に定義されたヒマラヤ山脈において、この山は東部における主だった山稜であり、ナムチャバルワ・ヒマル (Namcha Barwa Himal) の山々の中での最高峰であるとともに、標高7600mを越える山としては、（東半球において）最も東に位置している。
「ナムチャバルワ」はチベット語であるが、その意味には複数の解釈があり、「燃えるような雷電」、「天空に突き刺す長矛」、「天から落ちた石」などと説明されることがある。日本語では「ナムチャ・バルワ」、「ナムジャグバルワ」などと表記されることもある。

## 位置
ナムチャバルワは、チベット南東部の孤立した地域に位置しており、域外から訪れる者はほとんどいない。この山は、ヤルツァンポ川（Yarlung Tsangpo River、雅魯藏布江）がヒマラヤ山脈を横切って大峡谷を形成する大きく曲がった流れの内側に位置しており、川はディハン川 (Dihang) に源を発し、最終的にはブラマプトラ川となる。ナムチャバルワに並ぶ峰であるギャラペリ (Gyala Peri、加拉白塁、7294m) は、峡谷を挟んで22km北北西に位置している。

## 特徴
ナムチャバルワは、ヤルツァンポ川から5,000mから6,800mの比高をもって聳えている。1976年にカラコルム山脈のバトゥーラ・サール（Batura Sar、7,795m）が登頂された後、ナムチャバルワは、世界最高峰の未登頂の山であったが、1992年に初登頂が果たされた。
フランク・キングドン＝ウォード (Frank Kingdon-Ward) は、1920年代に次のように書き記した。「コンキーのチベット人たちの間に伝わる古い予言は、やがてある日、ナムチャバルワがツァンポ峡谷に崩れ落ちて川の流れを塞き止め、川は流れを変えて、ドション・ラ峠 (the Doshong La pass) を超えて流れるようになる、と告げている。この話を本に書き残した人物の肖像は、ポメ県パイ (Payi) の小さなゴンパ（gompa、修道院の類）に遺されている。」(126-7)

## 登攀史
ナムチャバルワは、1912年にイギリスの測量隊によって位置を確認されたが、この地域は1980年代に中国の登山家たちが登頂を試みるようになるまで、ほとんど誰も足を踏み入れなかった。このため、ナムチャバルワはギャラペリとともに「ヒマラヤに残された最後の秘峰」と称された。登山家たちは様々なルートを探索したが、頂上へはたどり着けなかった。雪崩の危険が大きく、1984年の中国隊は1日に500回の雪崩が発生したほどであった。
1990年、中国と日本の合同隊が頂上へのルートを偵察した。1991年には、別編成の日中合同隊が7,460mまで到達したが、雪崩のために隊員のひとりであった大西宏が遭難死し、隊は登頂を断念して撤退した。翌年、第3次の日中合同隊が、南稜に6カ所のキャンプを積み重ね、途中でナイブン (Nai Peng) 峰（7,043m）を超え、10月30日に頂上にたどり着いた。この登頂では、11名が頂上に立った。英国山岳会のヒマラヤン・インデックス (Himalayan Index) には、この初登頂以降の登頂の記録はない。